# Portland (Nueva York)
Portland es un pueblo ubicado en el condado de Chautauqua en el estado estadounidense de Nueva York. En el año 2000 tenía una población de 5.502 habitantes y una densidad poblacional de 62 personas por km².

## Geografía
Portland se encuentra ubicado en las coordenadas 42°22′58″N 79°27′43″O / 42.38278, -79.46194.

## Demografía
Según la Oficina del Censo en 2000 los ingresos medios por hogar en la localidad eran de $30,909, y los ingresos medios por familia eran $37,006. Los hombres tenían unos ingresos medios de $27,464 frente a los $21,636 para las mujeres. La renta per cápita para la localidad era de $12,881. Alrededor del 11.2% de la población estaban por debajo del umbral de pobreza.